# Universitat de Concepción
La Universitat de Concepción és una universitat a Concepción (ciutat xilena) inaugurada el 14 de maig de 1919 per iniciativa d'intel·lectuals de la zona. Aquesta institució va ser la primera universitat regional a Xile i Enrique Molina Garmendia (1871-1964) fou un dels seus fundadors.
La institució educativa és coneguda també pel seu acrònim UdeC i el seu campus principal està localitzat a la ciutat homònima. Així mateix és una de las universitats principals més prestigioses en Xile i també coneguda en Amèrica Llatina.
Actualment existeixen a la UdeC 18 facultats, s'ofereixen 82 programes d'estudis (18 estudis de doctorat, 42 programes de màster, 30 certificats universitaris) i s'han format uns 60.000 alumnes.

## Rectors
| Rector                        | Període            |
| ----------------------------- | ------------------ |
| Enrique Molina Garmendia      | 1919 - 1956        |
| David Stitchkin Branover      | 1956 - 1962        |
| Ignacio González Ginouvés     | 1962 - 1968        |
| David Stitchkin Branover      | 1968               |
| Edgardo Enríquez Frödden      | 1969 - 1972        |
| Carlos Von Plessing Baentsch  | 1973               |
| Guillermo González Bastías    | 1973 - 1975        |
| Heinrich Rochna Viola         | 1975 - 1980        |
| Guillermo Clericus Etchegoyen | 1980 - 1987        |
| Carlos Von Plessing Baentsch  | 1987 - 1990        |
| César Augusto Parra Muñoz     | 1990 - 1997        |
| Sergio Lavanchy Merino        | 1998 - 2018        |
| Carlos Saavedra Rubilar       | 2018 - en funcions |

## Facultats
Concepción
- Arquitectura, Urbanisme i Geografia
- Ciències Biològiques
- Ciències Econòmiques i Administratives
- Ciències Físiques i Matemàtiques
- Ciències Forestals
- Ciències Jurídiques i Socials
- Ciències Naturals i Oceanogràfiques
- Ciències Químiques
- Ciències Socials
- Educació
- Farmàcia
- Enginyeria
- Humanitats i Art
- Medicina
- Odontologia
- Ciències Veterinàries

Chillán
- Agronomia
- Ciències Jurídiques i Socials
- Ciències Veterinàries
- Enginyeria Agrícola
- Ciències Econòmiques i Administratives

Los Ángeles
- Unitat Acadèmica Los Ángeles